# 今治造船
今治造船（日语：今治造船／いまばりぞうせん）是一家日本造船公司，總部位於愛媛縣今治市。
若按新竣工船隻的噸位計算，今治造船是日本國內第一大造船企業。包含子公司在內，集團旗下有數十個造船廠，並且有能力生產20,000TEU級的貨櫃船。

## 沿革

### 年表
- 1901年 - 檜垣造船所創立。
- 1942年 - 整合今治市數家造船公司，成立今治造船株式會社。
- 1958年 - 今治本社造船廠完工。
- 1967年 - 開設東京事務所。
- 1982年 - 建造船隻數達500艘。
- 1983年 - 將岩城造船（日语：岩城造船）納入集團旗下。
- 1986年 - 將幸陽船渠（日语：幸陽船渠）納入集團旗下。
- 1996年 - 今治國際旅館（日语：今治国際ホテル）開幕。
- 1997年 - 建造船隻數達1,000艘。
- 2002年 - 將新笠戶造船廠（日语：新笠戸ドック）納入集團旗下。
- 2006年 - 建造船隻數達1,500艘。
- 2007年 - 開設阿姆斯特丹事務所。
- 2014年 - 合併幸陽船渠，並將其改組為今治造船廣島造船廠。
- 2015年 - 將多度津造船（日语：多度津造船）納入集團旗下。
- 2018年 - 以新笠戶造船廠名義併購南日本造船（日语：南日本造船）[3]。

## 企業據點

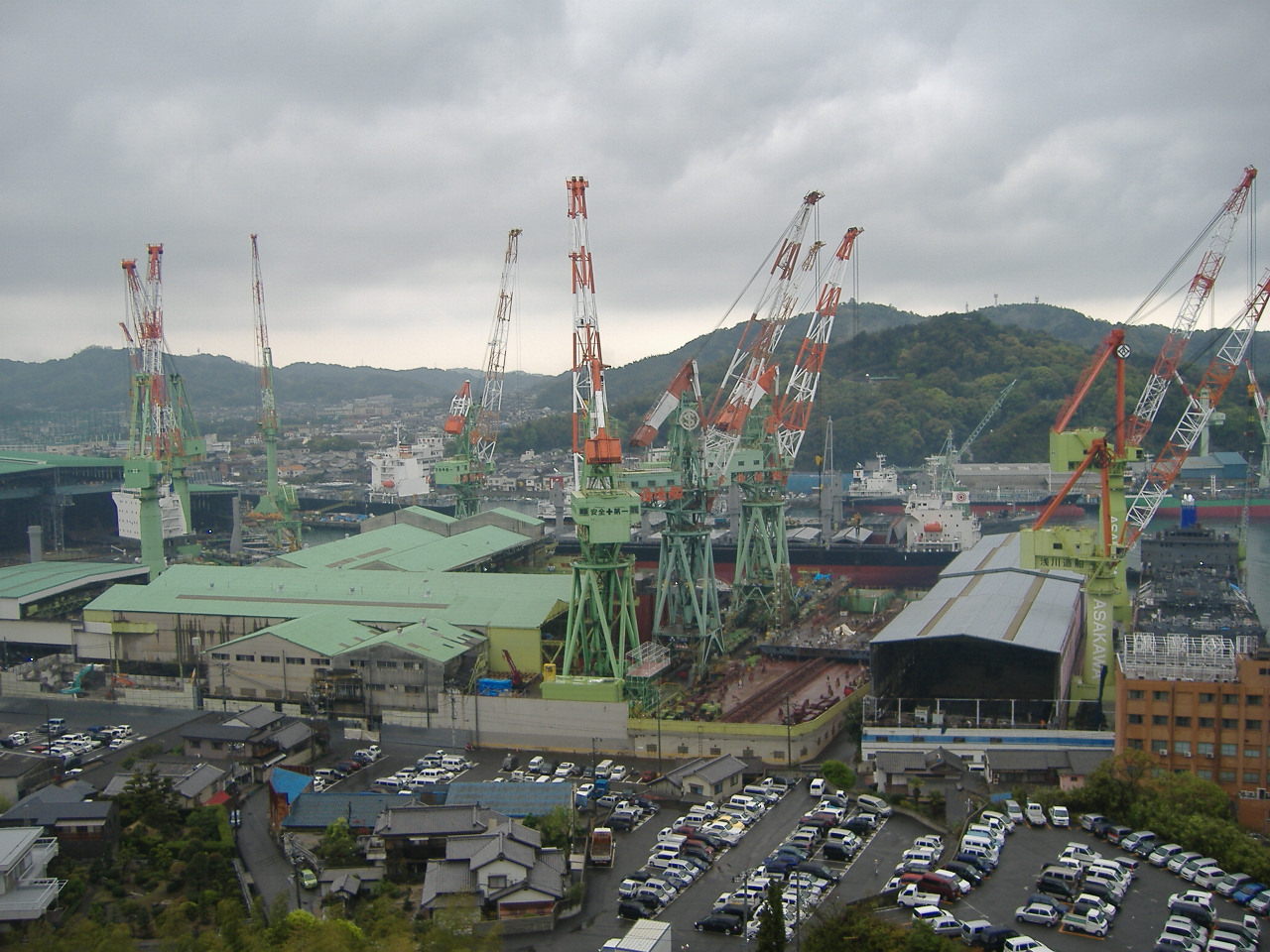
今治造船廠

- 本社、今治造船廠（愛媛縣今治市）
- 丸龜事業本部（香川縣丸龜市）
- 西條造船廠（愛媛縣西條市）
- 廣島造船廠（廣島縣三原市）

## 關係企業
- 今治國際旅館（日语：今治国際ホテル）
- 岩城造船（日语：岩城造船）
- 正榮汽船
- 新笠戶造船廠（日语：新笠戸ドック）
- 多度津造船（日语：多度津造船）
- 南日本造船（日语：南日本造船）
- 橫河電子機器 : https://www.ydktechs.co.jp/jp/

## 外部連結
- 今治造船官方網站（页面存档备份，存于）